# Kasa-obake

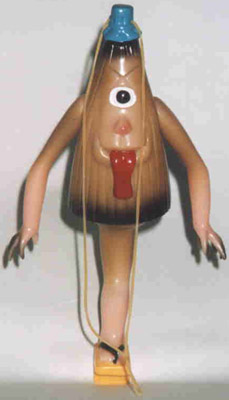
Jouet en forme de Karakasa.

Le Kasa-obake ou Karakasa (傘おばけ) ou encore Kasabake est un yōkai du folklore japonais, qui représente une ombrelle dotée d'un œil, d'une langue généralement d'une longueur impressionnante, de deux bras et se tenant sur une unique jambe.
Son nom provient d'une ancienne variété d'ombrelles à armature de bois et tendues de papier huilé. Comme de nombreux autres monstres du folklore japonais, il fait partie de la famille des tsukumogami, des objets du quotidien qui se transforment en yokai après cent ans d'existence.
Il existe de nombreuses variantes de Kasa-obake et si certains le représentent sans bras ou chaussé d'une geta, d'autres le dessinent avec une patte d'oiseau au lieu de son unique jambe, ou, plus rarement, doté de deux jambes. Cependant, la sortie du manga documentaire "Le dictionnaire des yokai" de Shigeru MIZUKI donne à Kasa-obake une apparence sur laquelle tous semblent s'accorder.

## Remarques
- Dans Super Mario Land 2, des ennemis prennent la forme d'un Kasa-obake.
- Dans Touhou Project, le personnage de Kogasa Tatara[2] est un Kasa-obake.
- Dans Yo-kai Watch, un yōkai se nommant Parasolal est un Kasa-obake.
- Dans Monster Hunter Rise, le wyverne rapace Aknosom est inspiré du Kasa-obake.
- Dans Ghostwire : Tokyo, une des quêtes secondaires met en scène un Kasa-obake.
- Dans Genshin Impact, une des armes du jeu a l'aspect d'un Kasa-Obake.
- Dans Nioh, des ennemis prennent la forme de Kasa-Obake.
- Dans Rogue Legacy 2, le Kasa-Obake est une arme à débloquer pour les personnages de classe Ronin.